# Aliette de Laleu
Aliette de Laleu est une journaliste française, chroniqueuse à France Musique depuis 2016. Sa chronique porte plus particulièrement sur la place des femmes dans la musique classique.

## Biographie
Aliette de Laleu, fille de parents marseillais, naît en 1991 à Mulhouse en Alsace. Quand elle est âgée de huit ans, sa famille déménage à Saint-Germain-en-Laye, où elle vit jusqu'à sa majorité et effectue sa scolarité primaire et secondaire. En parallèle, elle apprend la flûte traversière.
Après sa licence de communication à Lille, elle entreprend des études de journalisme à l'Institut pratique du journalisme de Paris-Dauphine, avec une spécialisation en musicologie, lors de la césure de deuxième année. Dès ses études, elle a l'occasion de travailler à France Musique lors de stages,. Elle obtient son diplôme de journaliste en 2016.

## Carrière journalistique
Immédiatement embauchée en 2016 à Radio France, Aliette de Laleu y tient durant sa première année une chronique matinale hebdomadaire démontant les stéréotypes accolés à la musique classique. Lors de la reconduite de cette chronique, elle propose le thème des femmes et de la musique classique, qui est accepté,,.
Elle est également rédactrice pour le journal en ligne Slate.

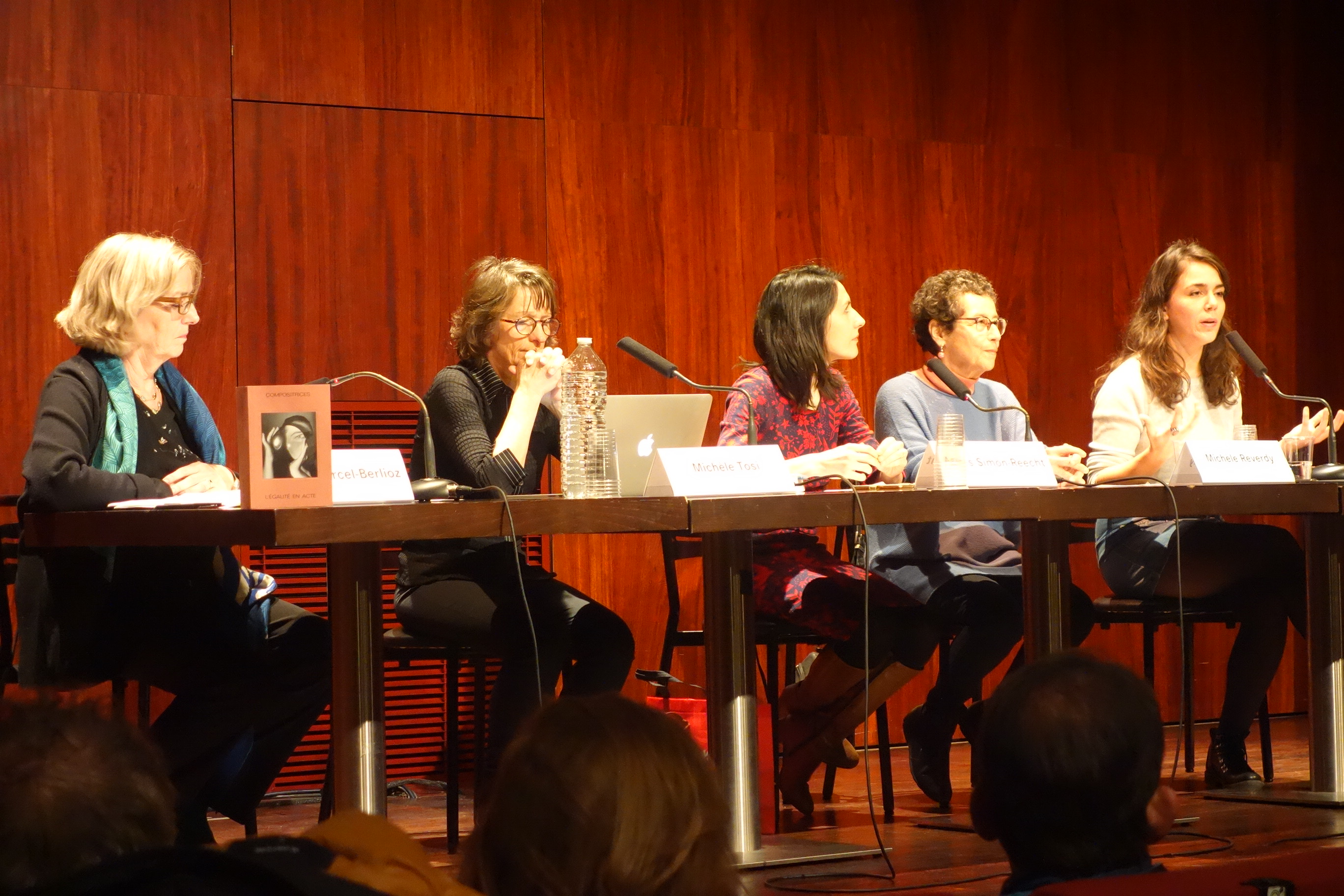
Table ronde sur les compositrices animée par Aliette de Laleu à la bibliothèque nationale de France, le 8 mars 2019

Par ailleurs, elle participe à des concerts pédagogiques ou des avant-concerts en tant que conférencière, afin de sensibiliser les publics moins spécialisés dans la musique classique,. Elle intervient par exemple comme animatrice d'une table ronde sur les compositrices organisée en 2019 par la Bibliothèque nationale de France avant un concert diffusé sur France Musique, pour la journée internationale des droits des femmes.

## Prises de position
Aliette de Laleu se considère comme féministe. À ce titre, elle dénonce dans une chronique de 2019 l'absence de femmes dans le jury du Concours international Tchaïkovski, ainsi que le manque de compositrices dans le palmarès des Victoires de la musique classique.
Son audience et sa notoriété font qu'elle est invitée ou organisatrice de plusieurs tables rondes sur le sujet du féminisme et de la musique classique,.
Dans l'émission de télévision C à vous du 12 janvier 2021, elle évoque avec le trompettiste Ibrahim Maalouf une discrimination sexiste et raciste dans les orchestres de musique classique, qualifiée de systémique. Cette prise de position amène la violoniste Zhang Zhang de l'Orchestre philharmonique de Monte-Carlo à publier une tribune dans Le Figaro du 23 février. Sur la place des femmes, celle-ci indique : « Depuis la mise en place des auditions à l’aveugle, le nombre de femmes artistes a considérablement augmenté : elles sont 30 % dans l'Orchestre symphonique de Boston, et 50 % dans l'Orchestre philharmonique de New York. » Et d'ajouter, concernant celui de Monte-Carlo : « Sur les 88 musiciens représentant 17 nations et dirigés par un chef d'orchestre japonais, il y a 30 femmes et 58 hommes. Sur les 39 musiciens recrutés depuis 2000, 23 sont des femmes, dont 11 occupent des postes de solistes,. »
Aliette de Laleu s'exprime également sur le sujet du harcèlement de rue, notamment dans le cadre du port du masque pendant la pandémie de Covid-19. Selon elle, le port du masque ne réduit pas du tout les comportements de harcèlement antérieurement constatés et ressentis.

## Publications
En février 2022, Aliette de Laleu publie le livre Mozart était une femme, qui rend hommage aux compositrices et musiciennes talentueuses éclipsées dans l'histoire de la musique classique,.
- Aliette de Laleu, Mozart était une femme : histoire de la musique classique au féminin, Paris, Stock, mars 2022, 250 p. (ISBN 978-2234090583)